# Виктория Джъстис
Вижте пояснителната страница за други личности с името Виктория.
Виктория Дон Джъстис (на английски: Victoria Dohn Justice) е американска певица, актриса и танцьорка.

## Биография
Родена е на 19 февруари 1993 г. в щата Флорида. Активните ѝ роли са от 2003 г. Нейните стилове на червения килим са разнообразни, свежи, ярки. Виктория учи в колеж във Флорида като така изостава работата си за известно време.
Написала е няколко песни за саундтрака към музикалния ситком на Nickelodeon „Victorious“. Автор е на много песни, сред които: Shake, Gold, You're the Reason, Make It Shine, Best Friend's Brother и други. Дебютната ѝ песен Gold, със специалното участие на Колтън Хайнс има 21 милиона гледания в YouTube. Gold е качена във VEVO и е първата песен на Джъстис в такъв вариант.

## Филмова кариера
Развива интерес към актьорството, когато осемгодишна, след като гледа детски реклами. Семейството ѝ се премества в Холивуд, Калифорния, през 2003 г. През 2005 г. участва на прослушване и е приета в музикалната театрална програма на Лос Анджелис „Millikan Performing Arts Academy“. Вики е направила реклами за компании като Ralph Lauren, Gap и Guess. Тя се появява в национални реклами за Mervyn's, Peanut Butter Toast Crunch и Ovaltine.
Виктория още от малка започва кариерата си с участието си в много филми. Дебютира като актриса на 10-годишна възраст и оттогава се появява в няколко филми и телевизионни сериали, включително в Nickelodeon серията „Zoey 101“ и „В като Виктория“ (Викторично). Един от популярните филми и сериали е „Зак и Коуди“ в който участва с малка роля. Тя се е появявала в няколко театрални издания, включително „Unknown“, както и трилъра „Градината“ (2006). Тя се появява в няколко серии Nickelodeon, включително „True Jackson, VP“, „Пингвините от Мадагаскар“ и „Ай Карли“, както и в играта на Nickelodeon „BrainSurge“. През 2010 г. тя участва във филма на Nickelodeon „Момчето, което беше върколак“ (2010). Бележи успех с главната си роля във „Викторично". Там тя играе Тори, по-малката, но по-талантливата сестра на Трина.
Снима се в телевизионния сериал „Eye Candy“, стартирал на 12 януари 2015 г. и в тийн филма от 2015 г. „Naomi and Ely's no kiss list“, заедно с актьора Пиърсън Фод.
Висока е 1,68; тежи 50 килограма.